# Cimatti Mini Chic
Cimatti Mini Chic era un ciclomotore  prodotto da Cimatti dal 1972 al 1982, simile al Garelli Katia, al Benelli Motorella e al Fantic Motor Lei.
Era dotato di un propulsore monocilindrico di cilindrata inferiore ai 50 cc.